# Irv Kiffin
Irvin A. "Irv" Kiffin Jr. (nacido el 8 de agosto de 1951 en Nueva York, Nueva York) es un exjugador de baloncesto estadounidense que disputó una temporada en la NBA, además de jugar en la liga francesa y en la liga italiana. Con 2,06 metros de estatura, lo hacía en la posición de ala-pívot.

## Trayectoria deportiva

### Universidad
Adicto a las drogas desde los 16 años, asistió a la Universidad de Virginia Union un año, para posteriormente recalar en los Bison de la Universidad Baptista de Oklahoma, donde dejó a un lado la heroína gracias al apoyo de su mujer, y donde promedió 18,2 puntos y 10,4 rebotes por partido.

### Selección nacional
En 1978 participó con la  selección de Estados Unidos en el Campeonato Mundial de Baloncesto de Manila, donde acabaron en la quinta posición.

### Profesional
Tras salir de la universidad, se unió a la organización evangélica Atletas en Acción, hasta que en 1979, ya con 28 años, fichó por Los Angeles Lakers, quienes lo traspasaron a San Antonio Spurs a cambio de una futura segunda ronda del Draft de la NBA. Allí jugó una temporada en la que promedió 3,2 puntos y 1,5 rebotes por partido.
Al año siguiente fichó por el Sebastiani Basket Rieti de la liga italiana, con los que disputó una temporada en las que promedió 22,1 puntos y 9,8 rebotes por partido.
En 1981 fichó por el CSP Limoges de la liga francesa, equipo con el que consiguió ganar la Copa Korac, derrotando en la final al KK Šibenka de Dražen Petrović, anotando 21 puntos en ese partido. Esa temporada logró además la Copa de la Federación, derrotando al ASVEL Lyon-Villeurbanne en la final.

#### Estadísticas

##### Temporada regular
| Año     | Equipo      | PJ | PT | MPP | %TC  | %3P  | %TL  | RPP | APP | ROB | TPP | PPP |
| ------- | ----------- | -- | -- | --- | ---- | ---- | ---- | --- | --- | --- | --- | --- |
| 1979-80 | San Antonio | 26 |    | 8.2 | .333 | .000 | .720 | 1.5 | .7  | .4  | .1  | 3.2 |
| Total   |             | 26 |    | 8.2 | .333 | .000 | .720 | 1.5 | .7  | .4  | .1  | 3.2 |